# Дёмин, Борис Николаевич
Бори́с Никола́евич Дёмин — советский комсомольский, партийный и хозяйственный деятель. Председатель Государственного комитета РСФСР по материально-техническому снабжению (1988—1990).

## Биография
Родился 7 января 1930 году в Чите. Окончил Московское высшее техническое училище им. Баумана. Член КПСС.
С 1954 года — инженер, начальник отдела технического контроля, начальник котельно-сварочного цеха ремонтно-механического завода объединения «Сахалиннефть».
- В 1956—1961 гг. — первый секретарь Охинского горкома ВЛКСМ, второй секретарь Сахалинского обкома ВЛКСМ[2].
- 25.08.1961 — 7.03.1963 гг. — первый секретарь Сахалинского обкома ВЛКСМ.
- В 1963—1967 гг. — второй, первый секретарь Южно-Сахалинского горкома КПСС[2]. 22 января 1967 года на пленуме горкома снят с должности и выведен из состава членов бюро[3].
- В 1970—1979 гг. — начальник Камского универсального управления по снабжению «Камснаб» в г. Набережные Челны, одновременно первый заместитель начальника управления материально-технического снабжения (УМТС) Татарского района[4].
- В 1979—1982 гг. — начальник Татарского территориального управления Госснаба СССР[5].
- В 1982—1988 гг. — заместитель председателя Государственного комитета РСФСР по материально-техническому снабжению[6].
- С 14.12.1988 до 1990 года — председатель Госснаба РСФСР.
- С 27.12.1990 года — заместитель министра культуры РСФСР, начальник Главного управления кадров, учебных заведений и научных учреждений[7].

Делегат XXIII съезда КПСС.
Жил в Москве.

## Награды
- Орден Трудового Красного Знамени (03.09.1971)
- Орден Дружбы народов (1981)
- Орден Знак Почёта (1963)